# Yushania maling
Yushania maling là một loài thực vật có hoa trong họ Hòa thảo. Loài này được (Gamble) R.B.Majumdar & Karthik. miêu tả khoa học đầu tiên năm 1989.